# La última canción de Bilbo
La última canción de Bilbo (título original inglés: Bilbo's Last Song) es un poema del escritor británico J. R. R. Tolkien. El manuscrito original fue entregado por Tolkien como regalo a su secretario, Joy Hill, en 1966. El poema fue ilustrado por Pauline Baynes y publicado en 1974 en forma de póster. En 1990 este texto fue publicado en forma de libro, de nuevo ilustrado por Baynes.

## Contenido

### Sinopsis
El poema está escrito como si fuera una canción cantada por el hobbit Bilbo Bolsón, portador del Anillo Único, en los Puertos Grises, justo antes de zarpar hacia las Tierras Imperecederas abandonando la Tierra Media para siempre. Dentro de la historia narrada por las obras de Tolkien, se emplazaría cronológicamente al final de El retorno del Rey, último tomo de El Señor de los Anillos, obra de la que suele considerarse un epílogo, aunque fue escrito por Tolkien mucho más tarde que esta novela, y nunca se incluyó en ella.

### Temática
La canción expresa tanto el anhelo del personaje por zarpar hacia esta última aventura, como la nostalgia por los amigos que se quedan atrás.

## Ilustraciones
La edición original del poema en forma de póster ya fue ilustrada por la artista británica Pauline Baynes, ilustradora predilecta de Tolkien, para quien trabajó en Egidio, el granjero de Ham, Las aventuras de Tom Bombadil y otros poemas de El Libro Rojo, El herrero de Wootton Mayor y Árbol y Hoja; y para la edición en forma de libro de 1990 amplió su número.
En este último formato, el que se ha traducido al español, se incluyeron dos series diferentes de ilustraciones:
- las trece de mayor tamaño, junto con la ilustración final de doble página, representan el viaje final de los portadores del Anillo y la compañía de elfos desde Rivendel hasta los Puertos Grises para embarcarse hacia Aman;
- las veintiséis viñetas de menor tamaño recorren la historia narrada en El hobbit, puesto que se supone que Bilbo recuerda su primer viaje al prepararse para el último.

## Adaptaciones

### Como canción
Tras la muerte de Tolkien en 1973, Hill se lo enseñó a Donald Swann, al que le gustó tanto que le puso música y lo incluyó en la segunda edición de su álbum The Road Goes Ever On en 1978. En este disco es William Elvin quien canta «Bilbo's Last Song», acompañado al piano por el propio Donald Swann.
«Bilbo's Last Song» también ha sido musicado por The Hobbitons, con una melodía completamente diferente a la de Swann, e incluido en su trabajo Songs from Middle-earth.

### Otras
El poema se incluyó en la adaptación de 1981 de El señor de los Anillos como serial radiofónico para la BBC Radio 4, con música de Stephen Oliver. En esta versión John Le Mesurier en el papel de Bilbo cantó el primer verso, el segundo se omitió, y el tercero lo interpretó un soprano infantil. En la grabación de la banda sonora de este serial, sin embargo, aparecen los tres versos.
No hay referencia directa a este poema en la película de Peter Jackson El Señor de los Anillos: el retorno del Rey, de 2003. La productora de la película, New Line Cinema, no tenía permiso para usar el poema, puesto que es una obra diferente a El Señor de los Anillos y Christopher Tolkien, hijo del autor y su albacea literario, rechazó licenciarlo, puesto que nunca quiso tener nada que ver con las películas de Jackson. Los créditos de cierre de la película se acompañaron con la canción «Into the West», cantada por Annie Lennox, con la intención de dar similares resonancias emocionales.
Además, el compositor de la banda sonora original de las películas, Howard Shore, compuso para coro y orquesta la canción «Bilbo's Song», que puede ser escuchada en los créditos de cierre de la edición extendida en DVD de la película. La letra de esta canción es una traducción élfica del poema identificado en el índice de poemas de El Señor de los Anillos como «Canción de Bilbo», la tonada de caminante que empieza «Me siento junto al fuego y pienso...»